# Tōkai Sanshi

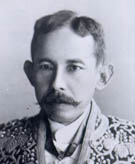
Tōkai Sanshi

Tōkai Sanshi (jap. 東海 散士; wirklicher Name: 柴 四朗, Shiba Shirō; geboren 2. Dezember 1852; gestorben 25. September 1922) war ein  japanischer Politiker und Schriftsteller.

## Leben und Wirken
Shiba Shirō, der als Schriftsteller unter dem Namen Tōkai Sanshi bekannt wurde, entstammte einer Samurai-Familie und nahm 1868 auf der Seite der Tokugawa an der Schlacht von Toba-Fushimi teil, bei der er seine Familie verlor und selbst in Gefangenschaft kam. 1879 ging er in die USA und besuchte zunächst eine Handelsschule in San Francisco. Später studierte er Politikwissenschaft und Ökonomie an der Harvard University und der University of Pennsylvania.
Nach seiner Rückkehr schrieb er zwischen 1885 und 1897 den politischen Roman „Kajin no KiEine Sch;nhewit aus gū“ (佳人之奇遇) – etwa „Eine zufällige Begegnung mit einer schönen Frau“, der zunächst in Fortsetzungen und dann in einer achtbändigen Gesamtausgabe erschien und insbesondere unter der gebildeten Jugend Japans ein Bestseller wurde.
In das Werk flossen seine Erfahrungen aus seinem Aufenthalt in den USA und aus einer Europareise 1886 als Sekretär des Landwirtschafts- und Handelsministers Tani Kanjō ein. Als Mitglied des Parlamentes (Kokkai; seit 1892) setzte er sich für einen von nationalen Interessen geleiteten außenpolitischen Kurs ein.
Weitere Werke sind „Tōyō no kajin“ (東洋之佳人) – „Eine Schönheit aus dem Fernen Osten“ 1888 und „Ejiputo kinsei-shi“ (エジプト之近世史) – „Moderne Geschichte Ägyptens“ 1889.